# Ronde van het Baskenland 1924
De eerste editie van de Ronde van het Baskenland (Vuelta al País Vasco) werd van 7 tot en met 10 augustus 1924 verreden in de autonome regio Baskenland in Spanje over een totale afstand van 623 km met zowel start- als eindplaats in Bilbao.

## Etappe-overzicht
| etappe | datum       | start         | finish        | afstand | winnaar           | klassementsleider |
| ------ | ----------- | ------------- | ------------- | ------- | ----------------- | ----------------- |
| 1e     | 7 augustus  | Bilbao        | Pamplona      | 182 km  | Francis Pélissier | Francis Pélissier |
| 2e     | 8 augustus  | Pamplona      | San Sebastian | 268 km  | Henri Pélissier   | Francis Pélissier |
| 3e     | 10 augustus | San Sebastian | Bilbao        | 173 km  | Simon Tequi       | Francis Pélissier |

## Algemeen eindklassement
| Algemeen klassement |                   |       |           |
| Plaats              | Naam              | Ploeg | Tijd      |
| Gele trui           | Francis Pélissier |       | 22u46'36" |
| 2                   | Henri Pélissier   |       | + 14' 54" |
| 3                   | Charles Lacquehay |       | z.t.      |
| 4                   | Víctor Fontan     |       | z.t.      |
| 5                   | Simon Tequi       |       | + 19' 11" |
| 6                   | Jean Brunier      |       | + 21' 43" |
| 7                   | Teodoro Monteys   |       | + 22' 02" |
| 8                   | Henri Colle       |       | + 24' 54" |
| 9                   | Miguel Mucio      |       | + 26' 41" |
| 10                  | Jaime Janer       |       | + 40' 39" |

Mannen:
1924 · 1925 · 1926 · 1927 · 1928 · 1929 · 1930 · 1931–1934 · 1935 · 1936–1968 · 1969 · 1970 · 1971 · 1972 · 1973 · 1974 · 1975 · 1976 · 1977 · 1978 · 1979 · 1980 · 1981 · 1982 · 1983 · 1984 · 1985 · 1986 · 1987 · 1988 · 1989 · 1990 · 1991 · 1992 · 1993 · 1994 · 1995 · 1996 · 1997 · 1998 · 1999 · 2000 · 2001 · 2002 · 2003 · 2004 · 2005 · 2006 · 2007 · 2008 · 2009 · 2010 · 2011 · 2012 · 2013 · 2014 · 2015 · 2016 · 2017 · 2018 · 2019 · 2020 · 2021 · 2022 · 2023 · 2024 · 2025
Vrouwen: 
2022 · 2023 · 2024 · 2025